# Sydkoreas damlandslag i innebandy
Sydkoreas damlandslag i innebandy representerar Sydkorea i innebandy på damsidan. Laget spelade sin första match den 25 mars 2009, och förlorade med 0-13 mot Japan, samt världsmästerskapsdebuterade i Tjeckien 2013.

### Fotnoter
1. ↑  ”Team Card”. International Floorball Federation. http://www.floorball.org/joukkuekortti.asp?sarjaId=3&pisteet=&joukkue_id=1234950045-all------. Läst 15 december 2013.
2. ↑  ”9th Women’s World Championships”. International Floorball Federation. http://www.floorball.org/default.asp?kieli=826&id_sivu=551&alasivu=551. Läst 15 december 2013.